# Lex Iulia de civitate Latinis danda
Lex Iulia de civitate Latinis danda, conhecida como Lex Iulia ou Lei Júlia, foi uma lei romana aprovada em 90 a.c. pelo cônsul Lúcio Júlio César e que estendeu a cidadania romana a todos os cidadãos das cidades italianas (em latim: socii) que não haviam participado da Guerra Social contra Roma. 
Esta lei foi complementada por outras duas no ano seguinte, das quais uma delas, a Lex Plautia Papiria, contribuiu decisivamente para a pacificação final da península Itálica.

## Bibliografía
- Grimal, Pierre (1984). El mundo mediterráneo en la edad antigua. La formación del Imperio romano. Col: Historia universal (em espanhol). [S.l.]: Siglo XXI. ISBN 84-323-0168-X